# Keane (groupe)
Pour les articles homonymes, voir Keane.
Keane est un groupe de britpop,, originaire de Battle, dans le comté du Sussex de l'Est, en Angleterre. Formé en 1997, le groupe est composé de Tom Chaplin au chant, Tim Rice-Oxley au piano, Richard Hughes à la batterie et Jesse Quin à la basse et aux percussions (officiellement membre depuis février 2011). Depuis le début de leur carrière, le groupe a vendu plus de dix millions d'albums à travers le monde.
Ils se font connaître du grand public en 2004 grâce à leur premier album Hopes and Fears qui est un immense succès international notamment grâce à une des chansons de ce dernier, Somewhere only we know qui deviendra par la suite la chanson la plus écoutée du groupe. L'album remporte de nombreux prix et devient deuxième meilleure vente de l'année au Royaume-Uni. Le groupe continue sur sa lancée avec Under the Iron Sea, leur deuxième album studio, qui se classe en tête des charts anglais dès sa sortie et entre directement en 4e position au Billboard 200. Leur troisième album, Perfect Symmetry est sorti en octobre 2008. En mai 2008, Hopes and Fears (no 13) et Under the Iron Sea (no 8) sont désignés par les lecteurs du magazine Q comme étant les meilleurs albums britanniques de tous les temps. Le groupe classe donc deux albums dans le top 20. Seulement les Beatles, Oasis et Radiohead ont réussi cela avant eux.
Leur EP Night Train est sorti en mai 2010. Leur quatrième album studio, Strangeland, sorti en mai 2012, atteint de nouveau les sommets des charts anglais en se classant premier des ventes d'albums dès sa sortie. Le 20 octobre 2013, le groupe annonce une pause afin que les membres du groupe puissent passer du temps avec leurs proches. Le chanteur Tom Chaplin profitera de cette pause pour sortir un album solo. Le 11 novembre 2013 sort l'album The Best of Keane regroupant les meilleurs titres du groupe depuis 2003.
En 2018, le groupe annonce qu'il se reforme et un nouvel album est prévu pour 2019.

## Biographie

### Débuts (1995-2003)
Tous les membres de Keane ont étudié à la Tonbridge School, dans le comté de Kent. Leur aventure musicale débuta en 1997. Ils reprennent d’abord des morceaux de U2 ou des Beatles, puis commencent à composer leur propre musique et à diffuser quelques démos.
Quatre mois après les sessions pour Call Me What You Like en février 2001, ils sortent le deuxième single, Wolf at the Door. Seules cinquante copies ont été pressées sur CD-R.
Sur le conseil d’un ami, Simon Williams, du label Fierce Panda Records, assiste à une de leurs prestations. Il propose alors au groupe de sortir son premier single, Everybody's Changing, le 12 mai 2003. Après un second single chez Fierce Panda, Keane signe chez Island Records, qui édite Somewhere Only We Know en 2004. Le titre atteignit la troisième place des charts britanniques. L’album Hopes and Fears, publié le 10 mai 2004, se classe numéro un, et est la seconde meilleure vente de l'année au Royaume-Uni. Le disque remporte également du succès en dehors des frontières britanniques.

### Hopes and Fears(2004-2005)

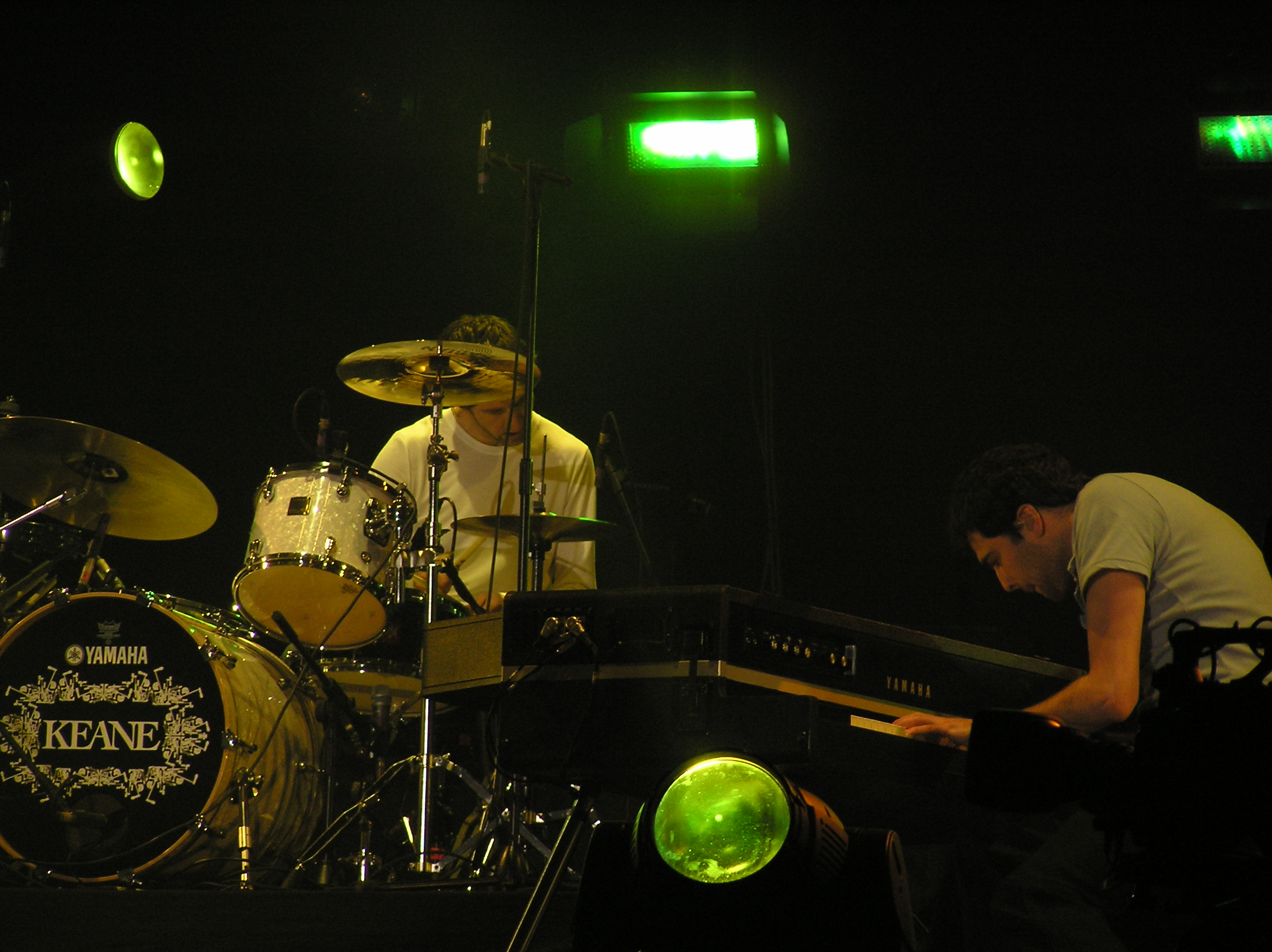
Keane en concert à Cardiff, Pays de Galles, en 2005.

Keane obtient deux récompenses aux Brit Awards 2005, celle du meilleur album britannique et le prix de la révélation de l’année, attribué à la suite des votes des auditeurs de BBC Radio 1. En mai 2005, le prix de meilleurs compositeurs de l’année (prix Ivor Novello) leur est attribué. Ils sont également nommés lors de la 48e cérémonie des Grammy Awards, le prix de la révélation revenant finalement au chanteur John Legend. Dès sa sortie, l'album est un véritable plébiscite, que ce soit de la part de la critique ou du public. Il domine le palmarès britannique des albums dès sa sortie, et est certifié double disque de platine. Il est retourné au haut du palmarès après avoir emporté un Brit Award en février 2005. L’album compte plus de six millions d’exemplaires vendus, dont 400 000 en France
Il inclut les singles Somewhere Only We Know, Everybody's Changing et Bedshaped. Les objets sur l’image du CD sont des marteaux de piano. On compte différentes couleurs variant selon la région : vert pour le Royaume-Uni, blanc pour les États-Unis et le Canada, bleu pour le Japon et brun pour les autres. À la fin 2005, le trio joue en première partie de la tournée américaine du groupe U2. À cette occasion, Keane interprète quelques nouveaux morceaux. Ils ont en outre affirmé que l'album Achtung Baby des Irlandais avait constitué l'une de leurs principales influences[réf. nécessaire].
Le journal britannique The Guardian affirme que Keane avait loué les services de Moving Brands, une firme de consultants londoniens, afin de façonner son image. Le même jour Tim Rice-Oxley contesta la véracité de l’article sur le forum officiel du groupe : « Notre image, pour autant que nous en ayons une, a seulement été bâtie par moi, Tom et Richard, ainsi que par nos chansons… »[réf. nécessaire].

### Under the Iron Sea(2006-2007)

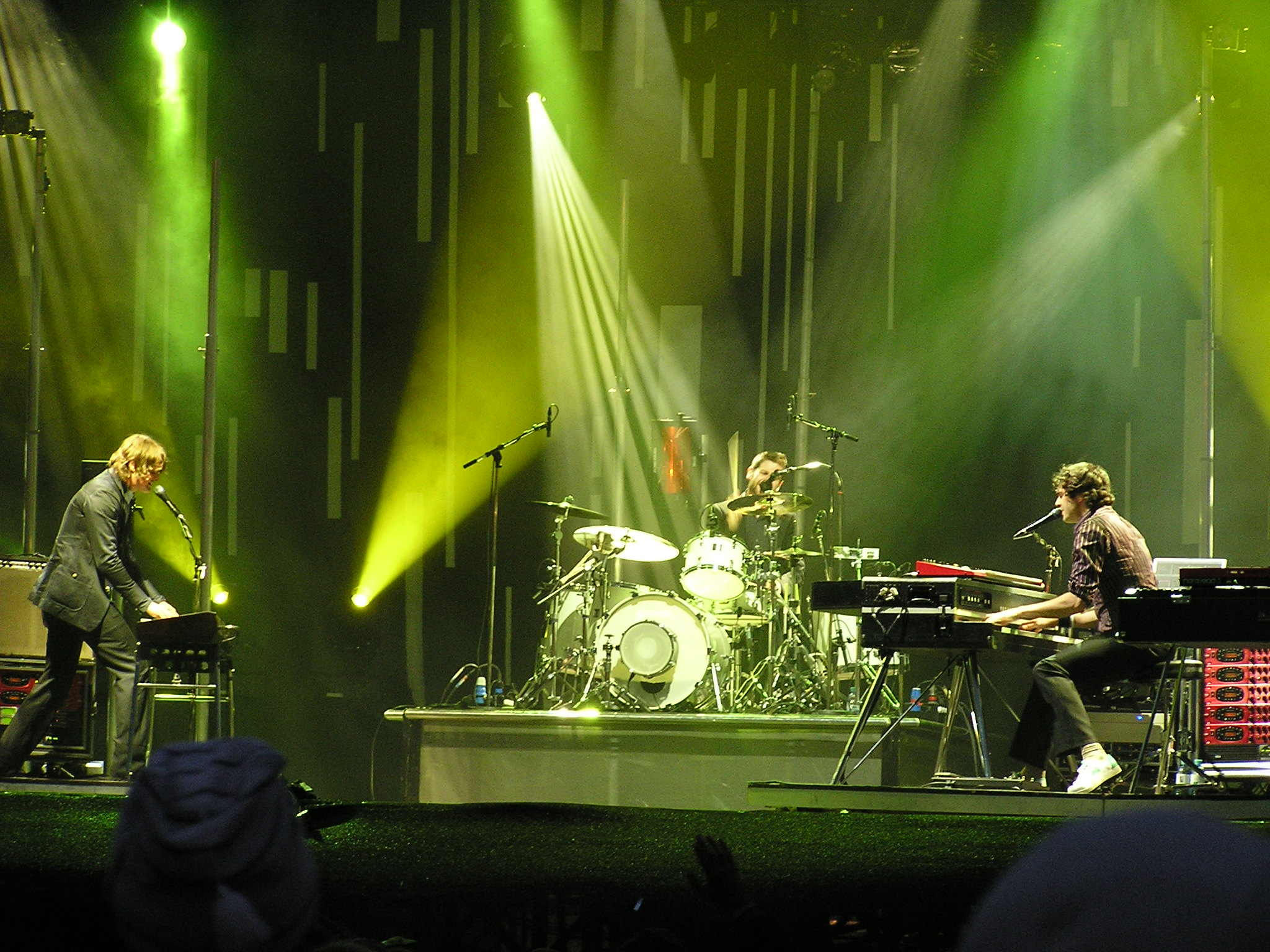
Keane en concert en 2006.

Le trio réalise un deuxième album studio, intitulé Under the Iron Sea, publié le 12 juin 2006 dans le monde entier, et le 20 juin aux États-Unis et au Canada. L'album est devenu numéro 1 au Royaume-Uni et numéro 4 aux États-Unis. L’album Under The Iron Sea compte plus de 2,5 millions d’exemplaires vendus. Keane est nommé aux Grammy Awards 2007 pour leur fameux hit Is It Any Wonder?.
Lors de sa première semaine de vente au Royaume-Uni, l’album se classe numéro 1, vendant 222 297 exemplaires selon les chiffres de l’Official Charts Company. Aux États-Unis, l’album s’est placé 4e au Billboard 200, vendant 75 000 unités dans sa première semaine. En date du 22 janvier, l’album compte plus de 3 000 000 d’exemplaires vendus dans le monde. Le groupe décrit Under The Iron Sea comme la suite directe de Hopes and Fears avec des influences électroniques plus sombres et intenses, mais également en décrivant l’enregistrement comme un « sinistre conte de fées dans le monde allé-faux ».
Tout au long de l’année 2007, Keane part en tournée, jouant en Europe, aux États-Unis et en Amérique latine avec d’énormes concerts comme Buenos Aires avec 50 000 fans, à Amsterdam avec 15 000 personnes ou encore à l'O2 Arena à Londres. En mai 2008, les lecteurs et lectrices de Q Magazine ont voté pour Keane dans la catégorie meilleurs albums anglais de tous les temps avec Hopes and Fears, classé treizième, et Under the Iron Sea, classé huitième.

### Perfect Symmetry(2008-2009)
Le troisième album du groupe s’intitule Perfect Symmetry, dont le premier single Spiralling est publié le 4 août 2008, en téléchargement uniquement. L’album Perfect Symmetry est sorti le 13 octobre 2008 au Royaume-Uni, et le 17 novembre 2008 en France. Le titre est tiré de la chanson du même nom, Perfect Symmetry. Cet album a notamment été enregistré à Paris et à Berlin. Le groupe a complètement transformé son style pour ce nouvel album, ce qui fut très inattendu de la part du public. Cela s’en ressentira au niveau de la vente de l’album : plus de 760 000 exemplaires.
Musicalement, Perfect Symmetry est un nouveau départ pour le groupe, car il inclut pour la première fois, depuis le début de leur carrière, de la guitare. L’album est le résultat d’un processus d’enregistrement plus détendu et plus créatif en comparaison de l’atmosphère tendue de Under The Iron Sea.
À l’inverse des deux précédents albums, il comporte des morceaux avec de la guitare, conformément au souhait de Keane de créer un nouveau son, grâce aussi à des expériences inédites. L’utilisation d’une scie musicale en est un exemple. Les membres du groupe avaient en effet exprimé leur désir de sortir d'une zone de confort qui consisterait à se retrancher sur le même style musical. Le deuxième single, The Lovers Are Losing, est sorti le 20 octobre 2008. Il comporte un titre nouveau, Time to Go. Le troisième single, Perfect Symmetry, est publié le 29 décembre au Royaume-Uni, avec une nouvelle chanson, Staring at the Ceiling.
À la fin décembre 2008, l’album Perfect Symmetry est désigné meilleur album de l’année par les lecteurs, auditeurs et visiteurs du Magazine Q, Q Radio et Qthemusic.com. La chanson Perfect Symmetry est nommée meilleure chanson de l’année.

### Night Train(2010-2011)
En mai 2010, Keane signe son retour avec un mini-album nommé Night Train composé de nombreux duos, notamment avec le chanteur canado-somalien K’Naan et la chanteuse japonaise Tigarah. C’est également sur cet album que l’on entend, pour la première fois, chanter Tim Rice-Oxley en solo sur la chanson Your Love. Cet album est enregistré lors de la tournée mondiale de Perfect Symmetry. Il contient notamment 3 duos avec des personnes ayant un style musical très différent du groupe, tel que le chanteur K’Naan et la chanteuse Tigarah. Cet album reçoit un accueil mitigé de la critique qui le qualifie d’étonnamment efficace pour un album bouche-trou. Il se vendra à moins de 200 000 exemplaires[réf. nécessaire].
Le titre Nothing in My Way est inclus dans la playlist du jeu vidéo FIFA 07 (EA Games). En 2010, c'est au tour de Konami de craquer sur Keane et d'inclure deux titres Again and Again et Pretend that You’re Alone dans la playlist de leur jeu vidéo Pro Evolution Soccer 2010. Ils récidivent l'année d'après en incluant le titre Stop for a Minute dans Pro Evolution Soccer 2011.

### Strangeland(2012-2013)
Le groupe retourne en studio vers janvier 2012. Leur quatrième album, Strangeland, est publié en mai 2012, avec un premier single, Silenced by Night. Cet album voit l'arrivée d'un nouveau membre : Jesse Quin. La même année, L'album Hopes and Fears est considéré comme le 4e meilleur album de tous les temps selon Absolute Radio[réf. nécessaire].
Keane joue la chanson-titre, Silenced By the Night, pour la première fois le 12 mars à l'émission américaine Jimmy Kimmel Live!. La chanson est jouée sur les chaines de radio adult alternative du pays le 26 mars 2012. Au Royaume-Uni, le single est publié le 15 avril 2012,.
Le deuxième single, Disconnected, est publié le 20 avril 2012 en Allemagne, en Suisse, et en Autriche et dans le monde le 8 octobre 2012. Le troisième single, Sovereign Light Café, est publié le 23 juillet 2012.

### Pause etThe Best of Keane(2013-2019)
Durant l'été 2013, Keane annonce la sortie d'un album compilation sobrement nommé The Best of Keane. Regroupant les meilleurs titres du groupe depuis 2003, sa sortie est prévue le 11 novembre 2013. Le 20 octobre 2013, le groupe annonce une pause afin que les membres du groupe puissent passer du temps avec leurs proches. Le chanteur Tom Chaplin profitera de cette pause pour sortir un album solo, intitulé The Wave, le 14 octobre 2016.
Le groupe sort Won't Be Broken le 20 janvier 2014 comme second single, issue de The Best of Keane. Le 11 septembre 2016, le groupe publie le clip de la chanson Tear Up this Town qui est écrite pour le drama Quelques minutes après minuit, réalisé par J. A. Bayona. Le single est publié en téléchargement payant le 23 septembre 2016

### Cause and Effect(depuis 2019)
Le 6 juin 2019, Keane annonce son retour et la sortie d'un nouvel album, Cause and Effect, pour le 20 septembre de la même année. Une tournée est annoncée, avant quelques festivals estivaux, et un premier single, The Way I Feel.
Le 8 septembre 2023, le groupe annonce qu'une tournée aura lieu entre avril et septembre 2024 à l'occasion des 20 ans de leur premier album, Hopes and Fears.

## Récompenses
| Année | Award        | Categorie                               | Pays        |
| ----- | ------------ | --------------------------------------- | ----------- |
| 2004  | Q Magazine   | Meilleur album                          | Angleterre  |
| 2004  | Premios Onda | Meilleur groupe international           | Espagne     |
| 2004  | Ivor Novello | Compositeur de l'année (Tim Rice-Oxley) | Angleterre  |
| 2005  | Brit Awards  | Meilleur album                          | Royaume-Uni |
| 2005  | Brit Awards  | Meilleure progression de l'année        | Royaume-Uni |
| 2006  | GQ Awards    | Meilleur groupe de l'année              | Royaume-Uni |
| 2008  | Q Awards     | Meilleur single Spiralling              | Royaume-Uni |

## Ventes
| Année | Album              | Ventes     |
| ----- | ------------------ | ---------- |
| 2004  | Hopes and Fears    | 6 000 000+ |
| 2006  | Under the Iron Sea | 3 000 000+ |
| 2008  | Perfect Symmetry   | 762 000+   |
| 2010  | Night Train (EP)   | 160 000+   |
| 2012  | Strangeland        | 1 000 000+ |

## Membres

### Membres actuels
- Tom Chaplin - chant, guitare, piano (depuis 1997)
- Tim Rice-Oxley - piano, basse, chœurs (depuis 1997)
- Richard Hughes - batterie (depuis 1997)
- Jesse Quin - basse guitare claviers chœurs (depuis 2007)

### Membres de tournée
- Nick Gavrilovic - guitare claviers chœurs (depuis 2024)
- Dan Lancaster - claviers synthesizer guitar percussions chœurs (depuis 2024)

### Anciens membres
- Dominic Scott - guitare (1997-2001), chant (1995-1997), chœurs (1997-2001)

## Discographie

### Albums studio
- 2004 : Hopes and Fears
- 2006 : Under the Iron Sea
- 2008 : Perfect Symmetry
- 2012 : Strangeland
- 2019 : Cause and Effect

### EP
- 2010 : Night Train (EP)
- 2021 : Dirt (EP)

### Singles
- Call Me What You Like (31 janvier 2000, Zoomorphic)
- Wolf At The Door (1er juin 2001, Zoomorphic)
- Everybody's Changing (12 mai 2003, Fierce Panda)
- This Is The Last Time (13 octobre 2003, Fierce Panda)
- Somewhere Only We Know (16 février 2004, Island Records)
- Everybody's Changing (3 mai 2004, Island Records)
- Bedshaped (Island) (16 août 2004)
- This is the Last Time (22 novembre 2004, Island Records)
- Do They Know It's Christmas? (Band Aid 20, 29 novembre 2004)
- The Sun Ain't Gonna Shine Anymore (20 avril 2005)
- Bend and Break (25 juillet 2005, Island Records) - Suisse, Allemagne, Autriche uniquement
- Atlantic (25 avril 2006, Island Records) - Sur téléchargement seulement
- Is It Any Wonder? (29 mai 2006, Island Records)
- Crystal Ball (21 août 2006, Island Records)
- Nothing In My Way (30 octobre 2006, Island Records)
- A Bad Dream (22 janvier 2007, Island Records)
- Try Again (9 février 2007, Island Records) - Allemagne, Autriche et Suisse uniquement
- The Night Sky (29 octobre 2007)
- Spiralling (4 août 2008) - Sur téléchargement seulement
- The Lovers Are Losing (20 octobre 2008)
- Perfect Symmetry (29 décembre 2008)
- Better Than This (16 mars 2009)
- Stop For A Minute avec K'Naan (2010)
- Silenced by the Night  (2012)
- Disconnected (2012)
- Sovereign light cafe (2012)
- Black rain (2012)
- Higher than the sun (2013)
- Want be broken (2013)
- Tear up this town (2016)
- The way I feel (2019)
- Love to much (2019)

### Reprises
- White Christmas (Irving Berlin)
- Ishin Denshin (Ymo)
- Your Song (Elton John)
- The Sun Ain't Gonna Shine Anymore (Walker Brothers)
- With or Without You (U2)
- Dinner At Eight (Rufus Wainwright)
- Do They Know It's Christmas (Band Aid)
- What a Wonderful World (Louis Armstrong)
- Goodbye Yellow Brick Road (Elton John)
- Dirtylicious ("mashup" entre Dirty de Christina Aguilera et Bootylicious par les Destiny's Child)
- Enjoy The Silence (Depeche Mode)
- She Sells Sanctuary (The Cult)
- That's All (Genesis)
- American Tune (Simon et Garfunkel)
- Under Pressure (Queen et David Bowie, sur la compilation Radio 1 Established 1967)
- Another One Bites The Dizee ("mashup" entre Another One Bites the Dust de Queen et Dance Wiv Me par Dizzee Rascal et Calvin Harris)
- Disco 2000 (Pulp)
- These Days (Jackson Browne)
- Cast No Shadow (Oasis)
- You've Got to Hide Your Love Away (The Beatles)
- Go Your Own Way (Fleetwood Mac)

### Vidéos
- Édition limitée Hopes And Fears (23 novembre 2004, Island Records)
- DVD Strangers (14 novembre 2005, Island Records)
- Édition limitée Under The Iron Sea (12 juin 2006, Island Records)
- DVD Keane Live (19 novembre 2007, Island Records)
- DVD Keane Curate A Night For War Child (15 septembre 2008)
- Édition limitée Perfect Symmetry (13 octobre 2008, Island Records)